# 张岳 (嘉靖进士)
张岳（1533年—1588年），字汝宗，号龙峰、敬斋，浙江余姚县人，明朝官员。嘉靖己未进士，歷官給事中，喜论当权者之过，万历年间于刑部右侍郎任上遭免职。

## 生平
嘉靖三十七年（1558年）戊午科浙江乡试第五名，三十八年（1559年）联捷己未科会试第297名，廷试三甲145名进士，初授行人司行人，嘉靖四十二年（1563年）升礼科给事中，次年升为刑科右给事中，上疏言论时政，影射内阁首辅徐阶讲学空谈，兵部尚书杨博昏聩无能，遭到忌恨。嘉靖四十四年（1565年），负责查办贪污内库的宦官暨盛，使其被流放，张岳得升刑科左给事中，不久转工科，杨博改任吏部尚书后就利用职权将其外调云南布政司左参议。
隆庆三年（1569年）九月升为江西按察司副使，兵备九江，六年闰二月升广东布政使司右参政，万历四年（1576年）五月起補原职，次月调任河南右参政，五年（1577年）四月升太仆寺少卿，闰八月升大理寺右少卿，九月升为南京都察院右佥都御史、提督操江，上疏要求内阁首辅张居正按制度回家守丧，触怒了张，遭弹劾降职调任，遂辞官归乡。
张居正死后，张岳重獲启用，万历十一年（1583年）二月起任四川左参议，三月升太仆寺少卿，六月升右佥都御史、巡抚南赣汀韶等处，十二年八月升左佥都御史、协理院事，十三年（1585年）四月升左副都御史、协理院事如故，六月清理军职贴黄，八月改任刑部右侍郎，不久又因议论内阁首辅申时行等人再遭免职，五年后去世，终年五十六岁。

## 著作
著有《周易辨疑》、《太极通书释》、《性善解》。

## 家族
曾祖張時澤，成化丁未进士、潮州知府。祖父张莱。父张恒。母蔡氏。長子张体仁，庠生。次子张集义，万历十四年（1586年）进士，官至工部郎中。次子張約禮，萬曆十九年辛卯舉人。次张近智。

## 延伸阅读
[在维基数据编辑]
 《明史卷二百二十七》，出自《明史》